# La pergamena
La pergamena (Button, Button) è un racconto di fantascienza di Isaac Asimov pubblicato per la prima volta nel 1953, nel numero di gennaio della rivista Startling Stories.
Successivamente è stato incluso nell'antologia Testi e note (Buy Jupiter and Other Stories) del 1975.
È stato pubblicato varie volte in italiano a partire dal 1976.
Il tema del viaggio a ritroso nel tempo è ripreso anche nelle storie Il figlio del tempo e Una statua per papà.

## Trama
Un eccentrico professore sviluppa un metodo per riuscire a compiere azioni fisiche grazie al potere della mente. Quando la sua scoperta viene modificata per creare armi da guerra egli, disgustato, si dedica al suo vero sogno: creare un flauto che si può suonare solo con la mente.
Per raccogliere il capitale necessario al progetto si accorda con il nipote, un avvocato di dubbia moralità e il narratore della storia, per utilizzare una sua invenzione che può viaggiare a ritroso nel tempo e recuperare oggetti.
Il loro piano è di recuperare la firma di uno dei firmatari della Dichiarazione di indipendenza degli Stati Uniti d'America, Button Gwinnett, rara e quindi potenzialmente di valore. La firma viene recuperata con successo, e i due presentano la pergamena fermata al governo per l'autenticazione. Il loro piano però fallisce perché ai funzionari governativi la pergamena appare troppo nuova per essere autentica.